# Lee megye (Iowa)
Lee megye az Amerikai Egyesült Államokban, azon belül Iowa államban található. Lakosainak száma 33 555 fő (2020. április 1.). Lee megye Henry, Des Moines, Henderson, Hancock, Clark és Van Buren megyékkel határos.

## Népesség
A megye népessége az elmúlt években az alábbi módon változott:
| Lakosok száma | 35 863 | 35 621 | 35 660 | 35 682 | 35 089 | 33 555 |
|               | 2010   | 2011   | 2012   | 2013   | 2015   | 2020   |